# Борискинское сельское поселение (Алькеевский район)
Борискинское се́льское поселе́ние — муниципальное образование в Алькеевском районе Татарстана Российской Федерации.
Административный центр — село Борискино.

## География
Расположено на востоке района. Граничит со Старокамкинским, Нижнеалькеевским, Чувашско-Бродским сельскими поселениями и Нурлатским районом.
Крупнейшие реки — Малый Черемшан (имеет статус памятника природы регионального значения в республике) и его исчезающий приток Парниковая.
По территории проходит автодорога Билярск — Чувашский Брод, от которой отходит дорога Старое Ямкино — Борискино.

## История
Статус и границы сельского поселения установлены Законом Республики Татарстан от 31 января 2005 года № 10-ЗРТ «Об установлении границ территорий и статусе муниципального образования „Алькеевский муниципальный район“ и муниципальных образований в его составе».

## Население
| 2010 | 2011 | 2012 | 2013 | 2014 | 2015 | 2016 |
| ---- | ---- | ---- | ---- | ---- | ---- | ---- |
| 788  | ↘785 | →785 | ↘772 | ↘762 | ↗765 | ↘762 |
| 2017 | 2018 |      |      |      |      |      |
| ↘760 | ↘747 |      |      |      |      |      |

## Состав сельского поселения
| № | Населённый пункт | Тип населённого пункта       | Население (2010) |
| - | ---------------- | ---------------------------- | ---------------- |
| 1 | Борискино        | село, административный центр | 431              |
| 2 | Новое Ямкино     | деревня                      | 41               |
| 3 | Садиково         | деревня                      | 78               |
| 4 | Старое Ямкино    | село                         | 238              |